# Cetatea dacică de la Cozia
Este o fortificație dacică situată pe teritoriul României, in satul Cozia pe Vârful Piatra Coziei, in județul Hunedoara.